# Ria Kataja
Ria Kataja, née le 15 octobre 1975, est une actrice finlandaise.

## Filmographie
- 1994 : Paratiisin lapset (fi) : Eeva jeune
- 1998 : Anna muisto (téléfilm) : Maikki
- 2000 : Sincerely Yours in Cold Blood (série télévisée) : Saija Salovaara
- 2000 : Borrowed Time : Vaatemyyjä muotiliikkeessä
- 2001 : Klassikko : l'épouse de Hotakainen
- 2001 : Haluatko ministeriksi? (téléfilm)
- 2001 : Kivi ja kilpi (série télévisée) : Asianajaja 'Akka' Sinkkonen
- 2001 : Kaverille ei jätetä (série télévisée) : Milja / Anja Viskari / Blondi
- 2002 : Benner & Benner (en) (série télévisée) : Janna Särki
- 2002 : Paristo (fi) (série télévisée)
- 2003 : Upswing : la vendeuse du Marché aux puces
- 2003 : Hovimäki (série télévisée) : Ruthin ylioppilastoveri
- 2003 : Rotanloukku (téléfilm) : Pia Pajala
- 2003 : Kuumia aaltoja (série télévisée) : Siirin asiakas
- 2003 : Tuulikaappimaa (téléfilm) : Hanna Simpatti
- 2004 : Hei me tervataan (téléfilm)
- 2005 : Handu pumpulla (série télévisée) : Myyjätär
- 2004-2005 : Saunavuoro (série télévisée)
- 2006 : Akkaa päälle (série télévisée)
- 2007 : Non Profit : Inga Karvajalka
- 2007 : Musta jää : Tuuli
- 2007 : Sanaton sopimus (téléfilm) : Mirkku
- 2006-2010 : Ketonen & Myllyrinne (série télévisée)
- 2011 : Alamaailma Trilogia: Lakimies (mini-série) : Lydia Väänänen
- 2012 : Vares: Tango of Darkness : Anette Tala
- 2003-2012 : Kotikatu (série télévisée) : Niina Luotola / Niina Saarela
- 2013 : Open Up to Me (en) : Julia
- 2007-2014 : Taivaan tulet (série télévisée) : Rauni Viherkoski / Rauni Väänänen
- 2014 : Brändärit (série télévisée) : Marjaana